# Comercio exterior entre Argelia y Bolivia
El Comercio exterior entre Argelia y Bolivia se define al comercio internacional que mantienen bilateralmente el Estado Plurinacional de Bolivia con la República de Argelia en el intercambio de diferentes productos, bienes y servicios.
En la siguiente tabla se muestra la evolución histórica del comercio exterior entre Bolivia y Argelia durante los diferentes años y las décadas.
| Año  | Exportaciones de Bolivia a Argelia |
| 1966 | US$ 3.000 dólares                  |
| 1975 | US$ 4.000 dólares                  |
| 1977 | US$ 200.000 dólares                |
| 1978 | US$ 632.000 dólares                |
| 1979 | US$ 1.120.000 dólares              |
| 1984 | US$ 1.810.000 dólares              |
| 1985 | US$ 536.000 dólares                |
| 1992 | US$ 8.550.000 dólares              |
| 1994 | US$ 826 dólares                    |
| 1995 | US$ 11.100 dólares                 |
| 1998 | US$ 5.340 dólares                  |
| 2001 | US$ 19.200 dólares                 |
| 2002 | US$ 16.000 dólares                 |
| 2003 | US$ 4.920 dólares                  |
| 2004 | US$ 24.900 dólares                 |
| 2005 | US$ 877.000 dólares                |
| 2006 | US$ 359.000 dólares                |
| 2007 | US$ 75.500 dólares                 |
| 2008 | US$ 8.000.000 dólares              |
| 2009 | US$ 1.970 dólares                  |
| 2010 | US$ 19.700 dólares                 |
| 2011 | US$ 6.190.000 dólares              |
| 2012 | US$ 95.900 dólares                 |
| 2013 | US$ 901.000 dólares                |
| 2014 | US$ 902.000 dólares                |
| 2015 | US$ 16.600 dólares                 |
| 2016 | US$ 58.400 dólares                 |